# Durchkuppelschütz
Ein Durchkuppelschütz ist eine elektrische Einrichtung in Schienenfahrzeugen.
Der Durchkuppelschütz dient dazu, bei Ausfall einer elektrischen Anlage die Batteriespannung einer intakten Anlage auf die Verbraucher der ausgefallenen Anlage zu übertragen.
Bei den Elektrotriebzügen der DB-Baureihe 420 sind diese Verbraucher zum Beispiel der Wechselrichter für die Beleuchtung sowie der Rechner und diverse andere steuerungstechnische Einrichtungen. Durch diese Batterieversorgung kann ein Zug auch bei Ausfall einer kompletten elektrischen Anlage von beiden Führerständen aus gefahren werden. Ebenso funktioniert im kompletten Triebzug die Innenbeleuchtung. 
Die Antriebsleistung der defekten Anlage fehlt allerdings. Daher ist aus sicherheitstechnischen Gründen (fehlende elektrodynamische Bremse) auch die Höchstgeschwindigkeit auf 70 km/h zu ermäßigen.